# Liss-Öratjärnen
Liss-Öratjärnen är en sjö i Ockelbo kommun i Gästrikland och ingår i Testeboåns huvudavrinningsområde. Sjön är 15,3 meter djup, har en yta på 0,151 kvadratkilometer och befinner sig 269 meter över havet. Vid provfiske har bland annat elritsa, mört, nors och ruda fångats i sjön.

## Delavrinningsområde
Liss-Öratjärnen ingår i det delavrinningsområde (675412-153630) som SMHI kallar för Utloppet av Liss-Öratjärnen. Medelhöjden är 285 meter över havet och ytan är 1,76 kvadratkilometer. Det finns inga avrinningsområden uppströms utan avrinningsområdet är högsta punkten. Vattendraget som avvattnar avrinningsområdet har biflödesordning 2, vilket innebär att vattnet flödar genom totalt 2 vattendrag innan det når havet efter 66 kilometer. Avrinningsområdet består mestadels av skog (87 procent). Avrinningsområdet har 0,15 kvadratkilometer vattenytor vilket ger det en sjöprocent på 8,5 procent.

## Fisk
Vid provfiske har följande fisk fångats i sjön:
- Elritsa
- Mört
- Nors
- Ruda
- Röding
- Öring